# Rhynchopsilopa longicornis
Rhynchopsilopa longicornis är en tvåvingeart som först beskrevs av Toyohi Okada 1966.  Rhynchopsilopa longicornis ingår i släktet Rhynchopsilopa och familjen vattenflugor. Inga underarter finns listade i Catalogue of Life.